# 異形庇護所
《異形庇護所》（Sanctuary）是由Syfy製作8集2小時的網路劇，之後推出了電視劇，是第一部被製作成網路劇，也是第一部完全用綠幕製作的科幻劇。

## 概述
Helen Magnus是維多利亞時期的第一位女性醫生。她的未婚夫叫John Druitt。在劍橋大學時與尼古拉、華生等五人成為五人幫，並藉由古老吸血鬼的源血獲取到不同的特異能力。John所擁有空間穿越能力，讓他在無意間被某種能量生物寄生，而變得日漸嗜血，最終成為倫敦史上最著名的連續殺人犯「開膛手傑克」。Magnus和華生在聯手追捕開膛手的過程中，發現這個事實，在傷心之餘將體內的受精卵取出保存，直到20世紀末時過境遷才重新植入體內，產下Ashle。
Magnus醫生接手父親專為各種傳說生物和超能力者---通稱為「異種（Abnormal）」開設的避護所，從世界各地收集過來提供庇護。到了2007年，Helen追蹤危險人物時與心理醫生Will Zimmerman相遇，成為了她下一個的保護對象。

## 主演
| 演員                  | 角色                    | 備註                                    |
| Amanda Tappin         | Helen Magnus            | 女主角，庇護所的管理者                  |
| Robin Dunne           | Will Zimmerman          | 心理醫生，被Helen招攬於團隊             |
| 艾蜜莉·尤列洛普       | Ashley                  | Helen的女兒，是個打手                   |
| Ryan Robbins          | Henry Foss              | 製作武器和維修設備的專家                |
| Christopher Heyerdahl | John Druitt             | 能在任何空間穿梭的殺人狂，Helen的未婚夫 |
| Leah Cairrus          | Tatha                   | 女巫，被梅林所洗腦                      |
| David Hewlett         | Larry Tolson            | 精神病患，殺死自己的養父母              |
| Paul McGillion        | Wexford                 |                                         |
| Kavan Smith           | Detective Joe Kavanaugh | 警探                                    |
| Jonathon Young        | Nikola Tesla            | 跟海倫輸進血液，可以任意變成吸血鬼。    |

## 外部連結
- Official website （页面存档备份，存于）
- Episodes （页面存档备份，存于） at SyFy （页面存档备份，存于） website